# Bežična ad-hok mreža
Bežična ad hok mreža  (VANET) ili MANET je decentralizovana vrsta bežične mreže. Mreža je ad hok jer se ne oslanja na već postojeću infrastrukturu, kao što su ruteri u žičanim mrežama ili pristupne tačke u upravljanim (infrastrukturnim) bežičnim mrežama. Umesto toga, svaki čvor učestvuje u rutiranju posredstvom podataka za druge čvorove, tako da određuje koji čvorovi prosleđuju podatke dinamičkim putem na osnovu mrežne povezanosti i algoritam rutiranja koji se koristi.
Bežične mobilne ad hok mreže su samo-konfigurisajuće, dinamične mreže u kojima se čvorovi mogu slobodno kretati. Bežične mreže nemaju kompleksno podešavanje i administraciju infrastrukture, omogućavajući uređajima da kreiraju i pristupaju mrežama "na putu" - bilo gde, bilo kada.

## Istorija na paketnom radiu
Najranija bežična mreža prenosa podataka naziva se "paketni radio" mreža, a sponzor je Agencija za unapređenje naprednih istraživačkih projekata (DARPA) početkom 1970-ih godina. Bolt, Beranek i Newman Technologies (BBN) i SRI International su dizajnirali, izgradili i eksperimentisali sa ovim najranijim sistemima. Eksperimentatori su bili Robert Kahn, Jerry Burchfiel i Ray Tomlinson. Slični eksperimenti su se odvijali u Ham radio zajednici sa ax25 protokolom. Ovi rani paketni radio sistemi preteča su Internetu i zaista su bili deo motivacije prvobitnog Internet protokola. Kasnije eksperimenti DARPA uključivali su projekat SURAN-a(Survivable Radio Network) koji se održao 1980-ih godina. Još jedan treći talas akademske i istraživačke aktivnosti započeo je sredinom devedesetih godina s pojavom jeftinih 802.11 radio kartica za personalne računare. Trenutne bežične ad-hok mreže su dizajnirane prvenstveno za vojni uslužni program. Problemi sa paketnim radio-aparatima su: (1) gusti elementi, (2) spori podaci, (3) ne mogu održavati veze ako je mobilnost visoka. Projekat nije nastavio mnogo dalje do početka devedesetih godina kada su rođene bežične ad hok mreže.

## Rani rad na MANET-u
Početkom devedesetih, Charles Perkins iz SUN Microsystems USA i Chai Keong Toh sa Univerziteta u Kembridžu odvojeno su počeli da rade na drugom internetu, odnosno na bežičnoj ad hok mreži. Perkins je radio na pitanjima dinamičkog adresiranja. Toh je radio na novom protokolu rutiranja, koji je bio poznat kao ABR - rutiranje zasnovano na asocijativnosti. Perkins je na kraju predložio DSDV - usmerenje redosleda udaljenosti vektora, što je zasnovano na distribuciji vektorskih rutiranja rastojanja. Tohov predlog je bio rutiranje bazirano na zahtevu, tj. rutiranja su otkrivena u letu u pravi čas i kada je potrebno. ABR je dostavljen IETF-u kao RFC. ABR je uspešno implementiran u Linux OS na laptopima sa omogućenim Lucent VaveLAN 802.11a i stoga je dokazana da je praktična ad hok mobilna mreža moguća, 1999 godine. Drugi protokol rutiranja poznat pod nazivom AODV je naknadno uveden i kasnije dokazano i sprovedeno 2005. Godine 2007, David Johnson i Dave Maltz su predložili DSR - Dynamic Source Routing.

## Aplikacije
Decentralizovana priroda bežičnih ad-hok mreža ih čini pogodnim za različite primene na kojima se centralni čvorovi ne mogu pouzdati i mogu poboljšati skalabilnost mreža u poređenju sa bežičnim upravljanim mrežama, mada teoretske i praktične granice ukupnog kapaciteta takvih mreže su identifikovane. Minimalna konfiguracija i brza implementacija čine ad hok mreže pogodne za vanredne situacije kao što su prirodne katastrofe ili vojni sukobi. Prisustvo dinamičkih i adaptivnih protokola rutiranja omogućava brzo formiranje ad hok mreža. Bežične ad-hok mreže se mogu dalje klasificirati po svojim aplikacijama:

### Mobilne ad hok mreže (MANETe)
Mobilna ad hoc mreža (MANET) je neprekidna samo-konfigurisajuća, samoorganizujuća, neinfrastrikturna mreža mobilnih uređaja povezanih bez žica. Poznata je još i kao "spontane mreže".

#### Vozačke ad hoc mreže (VANET)
VANETi se koriste za komunikaciju između vozila i opreme na putu. Pametne ad hok mreže (InVANETi) su vrsta veštačke inteligencije koja pomaže vozilima da se ponašaju pametno prilikom sudara, nesreća. Vozila koriste radio talase za međusobnu komuniciranju, stvarajući komunikacijske mreže u hodu tokom vožnje.

#### Pametne telefonske ad hok mreže (SPAN)
Pametna telefonska ad hok mreža koristi postojeći hardver (prvenstveno Vaj-Faj i Blutut) i softver (protokole) u komercijalno dostupnim pametnim telefonima za kreiranje peer-to-peer mreža bez oslanjanja na mreže mobilnih operatera, bežične pristupne tačke ili tradicionalnu mrežnu infrastrukturu. Nedavno, Epl-ov Ajfon sa verzijom 7.0 iOS i novijim verzijama omogućava korišćenje više mrežnih ad hok mogućnosti, omogućavajući milionima pametnih telefona da kreiraju ad hok mreže bez oslanjanja na celularne komunikacije.

#### Zamršene bežične mreže
Zamršene mreže uzimaju svoje ime iz topologije nastale mreže. U potpuno povezanoj mreži, svaki čvor je povezan sa svakim drugim čvorom, formirajući "zamršenu mrežu". Nasuprot tome, delimična mreža ima topologiju u kojoj neki čvorovi nisu povezani sa drugima, iako se ovaj izraz retko koristi. Bežične ad hok mreže mogu imati oblik zamršenih mreža ili drugih. Ad-hok bežična mreža nema fiksnu topologiju, a njena povezanost između čvorova potpuno zavisi od ponašanja uređaja, njihovih modela mobilnosti, udaljenosti jedne od drugih itd. Dakle, bežične zamršene mreže su posebni tip bežičnih ad hok mreža, sa posebnim naglaskom na rezultantnu mrežnu topologiju. Iako neke zamršene bežične mreže (naročito one unutar kuće) nemaju relativno čestu pokretljivost i stoga manje neprekidnih veze pauze nego druge bežične zasmršene mreže, zahtevaju česta prilagođavanja rutiranja za računanje izgubljenih veza. Gugl Houm, Gugl Vaj-Faj i Gugl OnHab podržavaju Vaj-Faj zamršenu mrežu. Eplov Aerodrom dozvoljava formiranje Bežične zamršene mreže kod kuće, što konektuje razne Vaj-Faj uređaje međusobno, omogućavajućidobro mrežno pokrivanje i dostupnost mreže kod kuće.

#### Vojni taktički MANET-i
Vojska je dugo vremena imala potrebu za komunikacijama "u hodu". Ad hok mobilne komunikacije dobro ispunjavaju ove potrebe, posebno njeno svojstvo nepostojanja infrastrukture, brzo uspostavljanje i rad. Vojne manete koriste vojne jedinice sa naglaskom na brzu primenu, bez-infrastrukturne, sve-bežične mreže (bez fiksnih radio-kula), robusnosti (prekid veze nije problem), sigurnosti, opsega i trenutni rad. MANET se može koristiti u deaktiviranju minskih polja, u vodovima u kojima vojnici komuniciraju na inostranim terenima, pružajući im superiornost na bojnom polju. Taktički MANET se može formirati automatski tokom misije i mreža "nestaje" kada je misija završena ili puštena u rad. Ponekad se naziva bežična taktička mreža "u putu".

#### Vazduhoplovna UAV ad hok mreža
Bespilotna letilica, je avion bez pilota na brodu. UAV-ima se može daljinski kontrolisati ili može leteti autonomno na osnovu unapred programiranih planova letenja.Civilno korišćenje UAV-a uključuje modeliranje 3D terena, isporuku paketa (Amazon) itd.
Američki vazduhoplovci su takođe koristili UAV-ove za prikupljanje podataka i procenu situacije, bez rizikovanja života pilota u neprijateljskom okruženju u inostranstvu. Sa bežičnom ad hok mrežnom tehnologijom koja je ugrađena u UAVe, više UAV-ova može da komunicira međusobno i radi kao tim, zajednički za završetak zadatka i misije. Ako je neprijatelj uništio UAV, njegovi podaci se brzo mogu istovariti drugim susednim UAV-ovima. Ad hok komunikacijska mreža UAV-a se ponekad pominju i u kontekstu mreže instant neba UAV-a.

#### Mornarička ad hok mreža
Brodovi mornarice tradicionalno koriste satelitske komunikacije i druge pomorske radije da komuniciraju jedni sa drugima ili sa zemaljskom stanicom na kopnu. Međutim, takva komunikacija je ograničena odlaganjem i ograničenim propusnim opsegom. Bežične ad hoc mreže omogućavaju formiranje brodskih mreža na moru, omogućavajući bržu bežičnu komunikaciju među brodovima, povećavajući njihovu brzinu podele slikovnih i multimedijalnih podataka i bolju koordinaciju u borbenim operacijama. Neke odbrambene kompanije (kao što su Rokvel Kolins i Rod & Švarc) proizvele su proizvode koji unapređuju komunikacije između dva broda i broda i obale.

#### Bežična senzorska mreža
Senzori su korisni uređaji koji prikupljaju informacije vezane za određeni parametar, kao što su buka, temperatura, vlažnost, pritisak itd. Senzori su sve više povezani putem bežične veze kako bi se omogućilo sakupljanje podataka senzora velike količine. Analitičkom obradom velikog uzorka senzornih poodataka dobija se smisao njihovog prikupljanja. Povezivanje bežičnih senzorskih mreža zasniva se na principima mrežnih ad hok mreža, pošto se senzori sada mogu rasporediti bez fiksnih radio kula, i sada mogu da formiraju mreže u hodu. "Smart Dust" je bio jedan od ranih projekata urađenih na Berkliju, gde su korišćene male radio stanice za međusobno povezivanje pametne prašine. U skorije vreme, mobilne bežične senzorske mreže (MVSN) su takođe postale područje akademskog interesa.

#### Pametno ad hok kućno osvetljenje
ZigBee je niskonaponski oblik bežičnih ad hok mreža koji sada pronalazi svoj put u automatizaciji kuće. Njegova niska potrošnja energije, robusnost i prošireni opseg karakteristični za zamršeno mrežno povezivanje mogu doneti nekoliko prednosti za pametno osvetljenje u kućama i u kancelarijama. Kontrola uključuje podešavanje zatamnjivih svetala, boju svetla i boju scene. Mreže omogućavaju da se grupa svetala kontroliše preko telefona ili računara. Tržište kućne automatike će do 2019. godine premašiti 16 milijardi dolara.

#### Ad hok mreže uličnog osvetljenja
Bežična pametna ad hok ulična osvetljenja počinju da se razvijaju. Ideja je da se preuzme bežična kontrola nad gradskim uličnim svetlima radi bolje energetske efikasnosti, kao deo pametne gradske arhitektonske karakteristike. Višestruka ulična rasveta formira bežičnu ad hok mrežu. Jedinstveni povezivački uređaj može kontrolisati do 500 ulica. Koristeći povezivački uređaj, mogu se uključiti pojedinačna svetla, isključiti ili prigušiti, takođe, može se saznati koja je pojedinačna svetiljka neispravna i da li je potrebno održavanje.

#### Umreženi ad hok roboti
Roboti su mehanički sistemi koji automatički rade i obavljaju poslove koji bi predstavljali poteškoće za čoveka. Uloženi su napori da se koordiniraju i kontrolišu grupe robota da preduzmu zajedničke radove kako bi došli do završetka zadatka. Centralizovana kontrola se često zasniva na pristupu "zvezda", gde se roboti obraćaju kontrolnoj stanici. Međutim, sa bežičnim ad hok mrežama, roboti mogu formirati komunikacionu mrežu u hodu, tj. Roboti mogu sada "razgovarati" jedni s drugima i sarađivati na distribuiran način. Sa mrežom robota, roboti mogu komunicirati međusobno, deliti lokalne informacije i distribuirati odluku kako rešiti zadatak na najefikasniji mogući način.

#### Ad hok mreža za spašavanje u nesreći
Još jedna civilna upotreba bežične ad hoc mreže je javna bezbednost. U vreme katastrofa,(poplave, oluje, zemljotresi, požari itd.) neophodna je brza i trenutna bežična komunikacijska mreža. Naročito kada su zemljotresi i kada su radio kule propale ili uništene, bežične ad hok mreže se mogu formirati nezavisno.Vatrogasci i spasioci mogu koristiti ad hok mreže za komuniciranje prilikom spašavanja povređenih. Komercijalni radio sa takvom mogućnošću dostupan je na tržištu.

#### Bolnička ad hok mreža
Bežične ad hoc mreže omogućavaju bežično povezivanje senzora, video zapisa, instrumenata i drugih uređaja za praćenje stanja bolesnika na klinici, obaveštenja o upozorenjima lekara i medicinskih sestara, kao i brzo dolaženje do takvih zaključaka na osnovu podataka, tako da se životi mogu sačuvati.

## Izazovi
Nekoliko knjiga  i radova otkrilo je tehničke i istraživačke izazove  koji se suočavaju sa bežičnim ad hoc mrežama ili MANET-ima. Prednosti i izazovi (nedostaci) mogu biti kratko sumirani u nastavku:

### Prednosti
- Mreža visokih performansi
- Nepostojanje skupe infrastrukture
- Upotreba nelicenciranog frekvencijskog spektra
- Brza distribucija informacija oko pošiljaoca
- Nijedna tačka neuspeha.

### Mane
- Svi mrežni entiteti mogu biti mobilni ⇒ veoma dinamična topologija
- Mrežne funkcije moraju imati visok stepen prilagodljivosti
- Nema centralnih entiteta ⇒ rad na potpuno raspoređeni način.

## Radio za ad hok
Bežične ad hoc mreže mogu raditi na različitim tipovima radio stanica. Oni mogu biti UHF (300-3000 MHz), super visoko frekventni(SHF)(3 - 30 GHz) i ekstremno visoko frekventni(EHF) (30 - 300 NsGHz) . Vaj-faj ad hok koristi radio stanice bez licence ISM 2.4 GHz. Takođe se mogu koristiti i na 5.8 GHz radijima.
Sledeća generacija Vaj-faj-a poznata pod nazivom 802.11ak obezbeđuje malo kašnjenje, veliki kapacitet (do 10Gbit / s) i nisku stopu gubitka paketa, koji nudi 12 tokova - 8 tokova na 5 GHz i 4 toka na 2,4 GHz . IEEE 802.11k koristi 8k8 MU-MIMO, OFDMA i 80 MHz. Dakle, 802.11ak
ima mogućnost formiranja velikog kapaciteta ad hok Vaj-faj mreža.
Na 60 GHz, postoji još jedan oblik Vaj-faj-a poznat kao ViGi - bežični gigabit. Ovo ima mogućnost da ponudi brzinu od 7Gbit / s. Trenutno, ViGi ima cilj da radi sa 5G mobilnim mrežama.
Što je veća frekvencija, poput onih od 300 GHz, apsorpcija signala će biti dominantnija. Vojni taktički radio aparati obično koriste razne UHF i SHF radio-uređaje, uključujući one koji koriste VHF kako bi pružili razne načine komunikacije. Kod opsega 800, 900, 1200, 1800 MHz, dominantni su mobilni radio aparati. Neki mobilni uređaji koriste ad hoc komunikaciju kako bi proširili ćelijski domet na područja i uređaje kojima mobilna bazna stanica nije dostupna.

## Stek protokola
Izazovi koji utiču na MANETe zavise od različitih slojeva OSI stek protokola. Sloj medijskog pristupa (MAC) mora biti poboljšan kako bi se rešili problemi s kolizijama i skrivenim terminalima. Protokol rutiranja mrežnog sloja mora biti poboljšan kako bi se rešile dinamički promenjene topologije mreže i prelomne rute. Protokol transportnog sloja mora biti poboljšan da bi se rešio problem izgubljenih ili prekinutih priključaka. Protokol o sesijskom sloju mora se baviti otkrivanjem servera i usluga.
Glavno ograničenje mobilnih čvorova je u tome što imaju veliku mobilnost, čime se veze često raskidaju i ponovo uspostavljaju. Štaviše, propusni opseg bežičnog kanala je takođe ograničen, a čvorovi rade na ograničenoj baterijskoj snazi, koja će na kraju biti iscrpljena. Dakle, dizajn mobilne ad hok mreže je izuzetno izazovan, ali ova tehnologija ima velike perspektive da bi mogla da upravlja komunikacijskim protokolima budućnosti.
Dizajn unakrsnog sloja odstupa od tradicionalnog pristupa mrežnog planiranja i dizajna u kojem bi svaki sloj stuba bio napravljen da radi samostalno. Modifikovana snaga prenosa će pomoći tom čvoru da dinamički promeni svoj opseg širenja na fizičkom sloju. To je zato što je rastojanje razmnožavanja uvek direktno proporcionalno snazi prenosa.Ove informacije se prenose sa fizičkog sloja na mrežni sloj tako da može da preuzme optimalne odluke u protokolima rutiranja. Velika prednost ovog protokola je da omogućava pristup informacijama između fizičkog sloja i gornjeg sloja (MAC i mrežni sloj).
Neki elementi softvera su razvijeni da bi omogućili ažuriranje kodova "in situ", tj. sa čvorovima ugrađenim u njihovo fizičko okruženje i bez potrebe da dovode čvorove u objekat. Takvo ažuriranje softvera se oslanjalo na epidemijski način diseminacije informacija i moralo se obavljati kako efikasno (nekoliko mrežnih prenosa) tako i brzo.

## Rutiranje
Rutiranje u bežičnim ad hok mrežama ili MANET-u uglavnom spada u tri kategorije: (a) proaktivno rutiranje, (b) reaktivno rutiranje i (c) hibridno rutiranje.

### Proaktivno rutiranje
Ova vrsta protokola održava sveže liste destinacija i njihove rute tako što periodično distribuira tabele rutiranja kroz mrežu. Glavni nedostaci takvih algoritama su:
- Odgovarajuća količina podataka za održavanje.
- Spora reakcija na restrukturiranje i neuspehe.

Primer: Optimizovani protokol rutiranja linka veze (OSLR)

#### Razmak vektorskih rutiranja
Kao u fiksnim mrežnim čvorovima održavaju se tablice za usmeravanje. Protokoli rastojanja-vektora zasnivaju se na izračunavanju pravca i udaljenosti do bilo koje veze u mreži. "Direkcija" obično znači sledeću adresu skoka i izlazni interfejs. "Udaljenost" je merilo troškova za dostizanje određenog čvora. Put najmanjih troškova između bilo kojeg čvora je put sa minimalnim rastojanjem. Svaki čvor održava vektor (tabela) minimalne udaljenosti do svakog čvora. Troškovi dostizanja odredišta se izračunavaju pomoću različitih metričkih ruta. Rutirajući informativni protokol(RIP) koristi broj skretanja odredišta, dok unutrašnje povezujući rutirajući protokol(IGRP) uzima u obzir i druge informacije, kao što su kašnjenje čvorova i raspoloživi propusni opseg.

### Reaktivno rutiranje
Ovaj tip protokola pronalazi put na osnovu korisnika i zahteva saobraćaja preplavljivanjem mreže sa zahtevom za rutom ili paketom otkrivanja. Glavni nedostaci takvih algoritama su:
- Visoka vremena čekanja u pronalaženju rute.
- Prekomerna poplava može dovesti do začepljenja mreže.[42]

Međutim, klasteriranjem se mogu ograničiti poplave. Vreme kašnjenja nastalo tokom otkrivanja rute nije značajno u poređenju sa periodičnim razmenama rute za sve čvorove u mreži.
Primer: Ad hoc vektorska rutiranja na zahtev (AODV)

#### Poplave
Poplave su jednostavni algoritam rutiranja u kojem se svaki dolazni paket šalje kroz svaku odlaznu vezu, osim onoga sa koje je stigao. Poplave se koriste u premošćavanju i u sistemima kao što su Usenet i peer-to-peer deljenje datoteka i kao deo nekih rutnih protokola, uključujući OPSF, DVMRP, i one koje se koriste u bežičnim ad hok mrežama.

### Hibridno rutiranje
Ovaj tip protokola kombinuje prednosti "proaktivnog" i "reaktivnog rutiranja". Rutiranje se inicijalno uspostavlja sa nekim proaktivno prospektivnim rutama, a zatim služi potražnji od dodatnih aktiviranih čvorova kroz reaktivne poplave. Izbor jednog ili drugog metoda zahteva predeterminaciju za tipične slučajeve. Glavni nedostaci takvih algoritama su:
1. Prednost zavisi od broja drugih aktiviranih čvorova.
2. Reakcija na zahtev saobraćaja zavisi od gradienta saobraćaja.[43]

Primer: Protokol rutiranja zone(ZRP)

### Rutiranje bazirano na poziciji
Metodi rutiranja zasnovani na pozicijama koriste informacije o tačnim lokacijama čvorova. Ova informacija se dobija na primer preko primaoca globalnog pozicionog sistema. Na osnovu tačne lokacije može se odrediti najbolji put između izvornih i odredišnih čvorova.
Primer: Rutiranje pomoću lokacije u mobilnim ad hoc mrežama

## Tehnički uslovi za implementaciju
Ad hok mreža se sastoji od "čvorova" povezanih preko "veza".
Na veze utiču resursi čvora(npr. snaga odašiljača, računarska snaga i memorija) i osobine ponašanja (npr. pouzdanost), kao i svojstva veze (npr. Dužine veze i gubitka signala, smetnje i buke). Pošto veze mogu biti povezane ili isključene u bilo kom trenutku, funkcionalna mreža mora biti u mogućnosti da se nosi sa ovim dinamičkim restrukturiranjem, poželjno na način koji je blagovremen, efikasan, pouzdan, robustan i skalabilan.
Mreža mora dozvoliti da bilo koja dva čvora komuniciraju putem prenosa informacija preko drugih čvorova. "Put" je serija veza koja povezuje dva čvora. Različiti metodi usmeravanja koriste jedan ili dva puta između bilo kojih čvorova; metode poplave koriste sve ili većinu dostupnih puteva.

## Kontrola srednjeg pristupa
U većini bežičnih ad hok mreža, čvorovi se takmiče za pristup zajedničkom bežičnom medijumu, što često dovodi do kolizije. Kolizijama se može upravljati korišćenjem centralizovanog rasporeda ili protokola o spornim pristupima. Korišćenje kooperativne bežične komunikacije, poboljšava imunitet na elektromagnetne smetnje tako što odredišni čvor kombinuje samo-smetnje i ometanje drugih čvorova radi poboljšanja dekodiranja željenih signala.

## Programiranje softvera
Velike ad hoc bežične mreže mogu biti raspoređene u dužem vremenskom periodu. Tokom ovog vremena uslovi mreže ili okruženja u kojima su čvorovi raspoređeni mogu se promeniti. Ovo može zahtevati modifikovanje aplikacije koja se izvršava na senzorskim čvorovima, ili pružanje aplikacije drugačijem skupu parametara. Može biti veoma teško ručno reprogramirati čvorove zbog skale (moguće stotine čvorova) i ugrađene prirode raspoređivanja, jer čvorovi mogu biti locirani na mestima kojima je teško pristupiti fizički. Dakle, najbitniji oblik reprogramiranja je "daljinsko reprogramiranje sa višestrukim skokovima" koristeći bežični medij koji reprogramira čvorove koji su ugrađeni u njihovo senzorsko okruženje. Specijalizovani protokoli su razvijeni za ugrađene čvorove koji smanjuju potrošnju energije u procesu, kao i dostizanje cele mreže sa velikom verovatnoćom u što kraćem vremenskom roku.

## Matematički modeli
Tradicionalni model je slučajni geometrijski graf. Rani rad uključuje simuliranje ad hoc mobilnih mreža na retkim i gusto povezanim topologijama. Čvorovi su prvo razdvojeni u ograničenom fizičkom prostoru nasumično. Svaki čvor potom ima unapred definisanu veličinu ćelije (radio opseg). Kaže se da je čvor povezan sa drugim čvorom ako je ovaj sused u okviru radio frekvencije. Čvorovi se onda pomeraju (migriraju se) na osnovu slučajnog modela, koristeći slučajnu šetnju ili brojevsko kretanje. Različita pokretljivost i broj čvorova prisutnih donose različitu dužinu puta i stoga različiti broj višestrukih skokova.
Ovo su grafovi koji se sastoje od skupa čvorova postavljenih u skladu sa tačkom procesa u nekim obično ograničenim podskupinama n-dimenzionalne ravni, međusobno spojene prema logičkoj masenoj funkciji njihovog prostornog odvajanja (pogledajte, na primer, jedinične grafičke grafike). Veze između čvorova mogu imati različite težine za modeliranje razlika u oslobađanju kanala. Zatim se mogu proučiti mrežna posmatranja (kao što su veza, centralnost ili raspodela stepena) iz perspektive teoretike grafikona. Mogu se dalje proučavati mrežni protokoli i algoritmi kako bi se poboljšao proporcionalnost mreže i pravičnost.

## Sigurnost
Većina bežičnih ad hok mreža ne implementira bilo kakvu mrežnu kontrolu pristupa, ostavljajući ove mreže ranjivim za napade u potrošnji resursa, gde zlonamerni čvor ubrizgava pakete u mrežu s ciljem iscrpljivanja resursa čvorova koji prenose pakete.
Da bi smanjili ili sprečili takve napade, bilo je neophodno koristiti mehanizme za proveru identiteta koji osiguravaju da samo ovlašćeni čvorovi mogu injektirati promet u mrežu. Čak i sa autentikacijom, ove mreže su podložne padovima paketa ili odlaganju, pri čemu srednji čvor izbacuje paket ili ga odlaže, umesto da ga odmah šalje na sledeći skok.

## Simulacije
Jedan od ključnih problema u bežičnim ad hok mrežama predviđa različite moguće situacije do kojih može doći. Kao rezultat toga, koristeći opsežno češljanje parametara i "šta-ako" analizu, modeliranje i simulacija(M&S) postaju izuzetno važna paradigma za korišćenje ad hok mreža. Tradicionalni M&S alati uključuju OPNET i NetSim.